# Приключенията на Скуби-Ду: Мистериозната карта
„Приключенията на Скуби-Ду: Мистериозната карта“ (на английски: Scooby-Doo! Adventures: The Mystery Map) е анимационен филм от 2013 г. и е двадесетата част от директните издадени на видео филмова поредица „Скуби-Ду“. Премиерата на филма е на 21 юли 2013 г. от Сан Диего Комик-Кон и е пуснат на 23 юли 2013 г. като дигитално изтегляне. Пуснат е на DVD на 11 февруари 2014 г.
Куклите са базирани на дизайна на главните герои на телевизионния сериал „Пале на име Скуби-Ду“ (A Pup Named Scooby-Doo).

## Актьорски състав

### Кукловоди
- Дейвид Рудман – Скуби-Ду
- Ерик Джейкъбсън – Шаги Роджърс
- Мат Вогел – Фред Джоунс
- Стефани Д'Абруцо – Велма Динкли / Шърли Стуковски
- Алис Динън – Дафни Блейк / доктор Ескобар
- Питър Линц – Папагалът-фантом, Гарлибиърд, Стю Стуковски, Лу
- Пол Макгинис – Допълнителни кукли
- Адам Рудман – Допълнителни кукли

### Озвучаващи артисти
- Франк Уелкър – Скуби-Ду / Фред Джоунс
- Стефани Д'Абруцо – Велма Динкли / Шърли Стуковски
- Грей Делайл – Дафни Блейк / доктор Ескобар
- Матю Лилард – Шаги Роджърс
- Джон Рис-Дейвис – Гарлибиърд
- Дий Брадли Бейкър – Папагалът-фантом / Стю Стуковски
- Джеф Бенет – Лу

## В България
В България филмът е излъчен на 10 януари 2015 г. по HBO, а след това по Cartoon Network като част от „Cartoon Network кино“.
След това е достъпен в стрийминг платформата „Ейч Би О Макс“.

### Дублажи

#### Войсоувър дублаж
| Преводач           | Кати Бобева                                                              |
| Озвучаващи артисти | Златина Тасева Елена Бойчева Явор Караиванов Петър Бонев Стефан Стефанов |

#### Нахсинхронен дублаж
| Роля     | Изпълнител     |
| -------- | -------------- |
| Скуби-Ду | Георги Спасов  |
| Шаги     | Георги Стоянов |
| Дафни    | Златина Тасева |
| Фред     | Кирил Бояджиев |
| Велма    | Татяна Етимова |

| Обработка              | Александра Аудио |
| ---------------------- | ---------------- |
| Изпълнителен продуцент | Васил Новаков    |
| Режисьор на дублажа    | Василка Сугарева |